# Kapurthala (staat)
Het Prinsdom Kapurthala ( ਕਪੂਰਥਲਾ (Gurmukhi), کپورتھل (Shahmukhi), कपूरथला (Devanagari)), met als hoofdstad Kapurthala, is een voormalig prinsdom in de Punjab. In een volkstelling in 1901 vond men 314241 inwoners, verspreid over twee steden en 167 dorpjes.

## Heersers
- Jassa Singh(1718-1783)
- Bagh Singh (1747-1801)
- Fateh Singh (1784-1837),
- Nihal Singh (1817-1852)
- Randhir Singh (1831-1870)
- Randhir Singh
- Kharrak Singh (1850-1877)
- Jagatjit Singh G.C.S.I (1872-1949)